# Tibar (Ort)
Tibar ist ein osttimoresischer Ort im Suco Tibar (Verwaltungsamt Bazartete, Gemeinde Liquiçá). 1936 wurde Tibar von den Portugiesen nach der portugiesischen Kleinstadt Algés in Nova Algés umbenannt. Doch der Name setzte sich nicht durch und einige Jahre nach dem Zweiten Weltkrieg kehrte man zum alten Namen zurück.

## Geographie und Einrichtungen
Tibar liegt westlich der Landeshauptstadt Dili, an der Bucht von Tibar, gegenüber dem Frachthafen von Dili, in der Aldeia Libaulelo. An der Küste vor dem Ort wachsen Mangroven. Durch den Ort führt die Überlandstraße von Dili nach Liquiçá. Westlich schließt sich der Ort Kampungbaru (deutsch Neues Dorf) an. Dazwischen fließt in der Regenzeit der Rihlu, der hier in die Bucht von Tibar mündet. Nördlich befindet sich an der Bucht das Dorf Husbuk. Nach Süden führt eine weitere Überlandstraße. Der nächste Ort an ihr ist Turleu.
In Tibar stehen das lokale Forstamt, eine Polizeistation, eine Grundschule und ein Hospital.

## Geschichte
1893 kam es in Tibar zu einer Choleraepidemie.
Am 7. Dezember 1975 landeten um 6 Uhr morgens bei Ponta Açoilo schwere Landungsboote der Indonesier. Dies war Teil der Invasion in deren Folge Osttimor besetzt wurde. Ende 1979 befand sich in Tibar ein indonesisches Transit Camp für Osttimoresen, die zur besseren Kontrolle von den Besatzern umgesiedelt werden sollten. 1999 kam es im Umfeld des Unabhängigkeitsreferendums zu blutigen Ausschreitungen gegen Unabhängigkeitsbefürworter durch pro-indonesische Milizen.
Im Rahmen der Unruhen in Osttimor 2006 lieferten sich Mitglieder der Verteidigungskräfte Osttimors mit meuternden Soldaten am 24. Mai 2006 bei Tibar und Comoro ein Gefecht. Vier Menschen starben. Am 6. Juni 2006 versammelten sich 2.500 Gegner von Premierminister Alkatiri in Tibar an einem Kontrollpunkt malaysischer Soldaten für eine Demonstration. Nach Gesprächen mit Außenminister José Ramos-Horta gaben sie dort ihre Waffen ab, bevor sie nach Comoro und das Zentrum von Dili weiterzogen.
2022 wurde der neue Frachthafen von Dili in Betrieb genommen.

## Wirtschaft

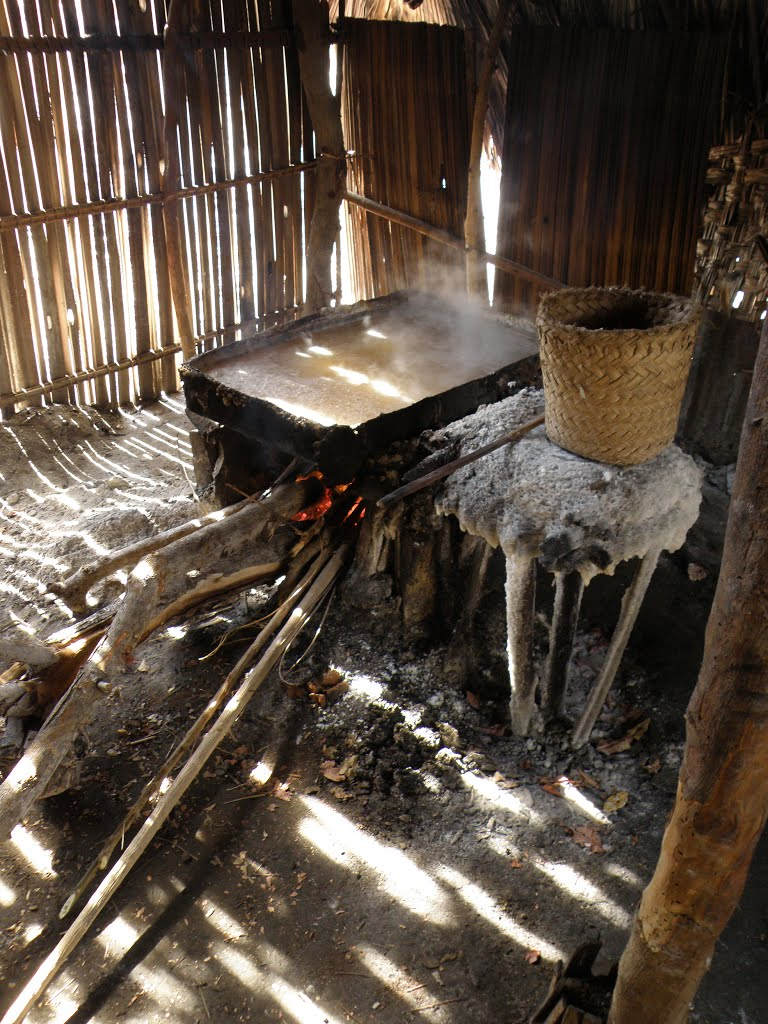
Salzgewinnung in Tibar (2008)

In Tibar befindet sich der Tibar Water Park. Traditionell wird Salz aus dem Meer gewonnen. Außerdem gibt es Fischteiche. Seit 2016 betreibt die indonesische Pabrik Gas hier eine Abfüllfabrik für Sauerstoff.